# Кимёнъ Паблишерс
Кимёнъ Паблишерс (кор.김영사 ким-ёнъ са) — корейское печатное издательство, основанное в 1977 году в Сеуле, публикующее книги более чем по 4000 направлениям, включая экономику, гуманитарные науки, деловое администрирование, медицину, религию и т. д. Среди знаменитый изданий — книга основателя Дэу Груп «В мире много вещей, которые предстоит сделать», Семь привычек высокоэффективных людей Стивена Кови, «Парк Юрского периода» Майкла Крайтона и т. д. Кроме печатных изданий, издательство выпускает электронные книги.

## Премии
- Премия за долгосрочные достижения от Министерства культуры, спорта и туризма Республики Корея